# Verrucaria commutata
Verrucaria commutata är en lavart som beskrevs av Georg Hermann Zschacke. Verrucaria commutata ingår i släktet Verrucaria, och familjen Verrucariaceae. Arten är reproducerande i Sverige.